# Tap (estri)

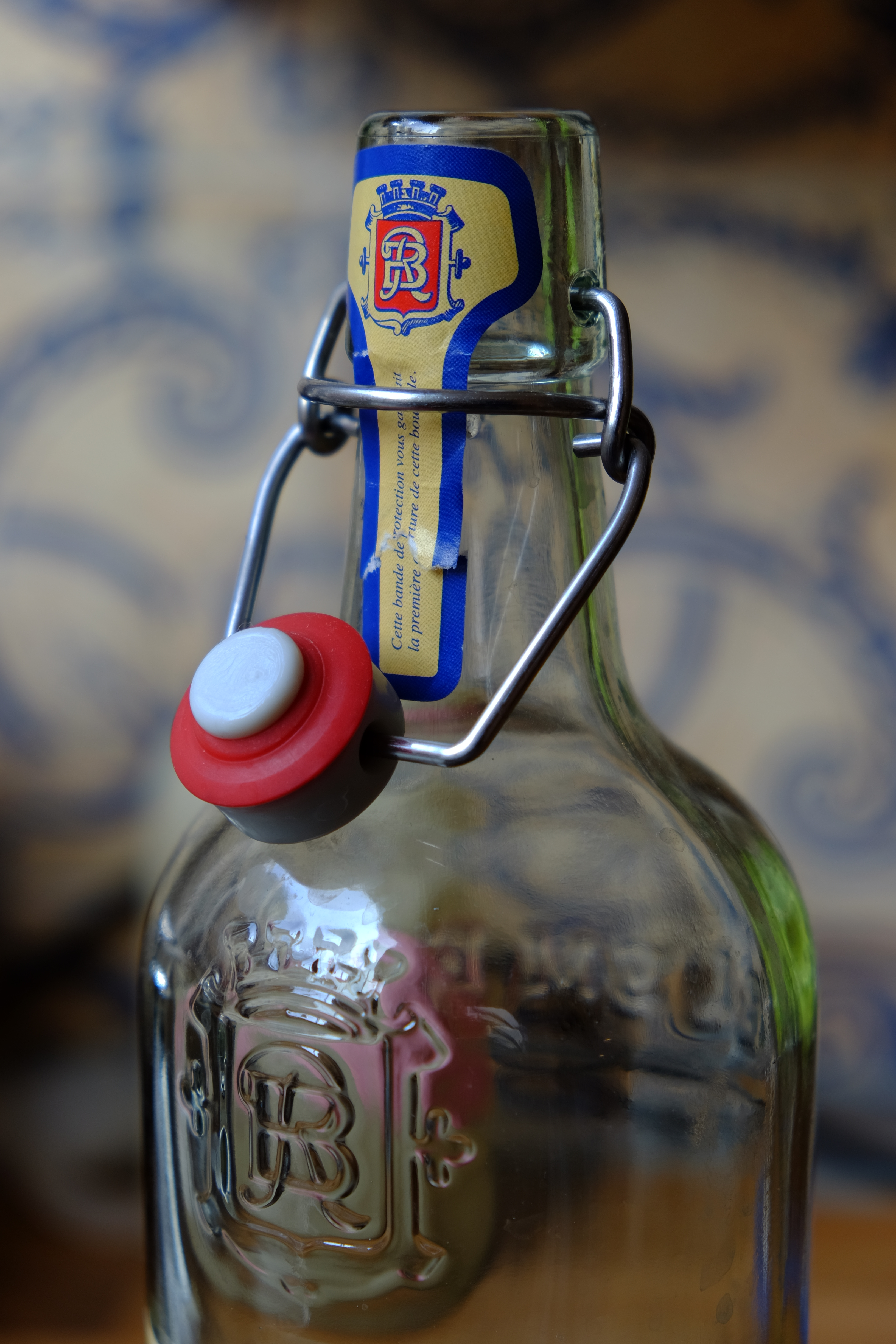
Un tap mecànic.

El tap és una peça de suro, de fusta, de cautxú, de plàstic o de vidre, generalment troncocònica, que, introduïda o adaptada a la boca d'un recipient de boca relativament estreta o d'un conducte, intercepta la comunicació del seu contingut amb l'exterior. És dit sobrecopa o (sobrecop) quan és la tapadora d'una copa o d'un got.
Els taps de les ampolles de vi poden ser sintètics o, el tradicional tap, de suro. El sintètic és fet de materials barats i fa que el preu de l'ampolla de vi baixi una mica. El de suro és més car, però conserva millor el vi, preservant-ne la qualitat.

## Tipus
Hi ha molts tipus de taps. Es poden classificar de maneres diverses: per la funció, per les prestacions, pel material de construcció,...

### De suro
Tot i la seva antiguitat encara són molt populars i, en algunes aplicacions, imprescindibles.

### De vidre esmerilat
Una aplicació molt antiga de l'esmeril consistia en ajustar un tap de vidre cònic (mascle) al forat –també cònic- del recipient (femella). Hom aplicava una pasta d‘esmeril i aigua entre el tap i el forat, i aplicava un moviment relatiu. El resultat final era un tap que tancava hermèticament, molt adequat per a recipients que havien de contenir líquids volàtils o quan calia un tancament estanc per qualsevol concepte. El sistema pot generalitzar-se a tota mena de juntes de vidre esmerilades.
- Setrill antidegoteig. L'any 1961 Rafel Marquina i Audouard va inventar un setrill molt pràctic que va guanyar un premi de Disseny Industrial (Primer premi Delta d'or de Barcelona. Premis Delta). Una de les característiques principals era el tap de vidre esmerilat amb un ranura de ventilació.[4]

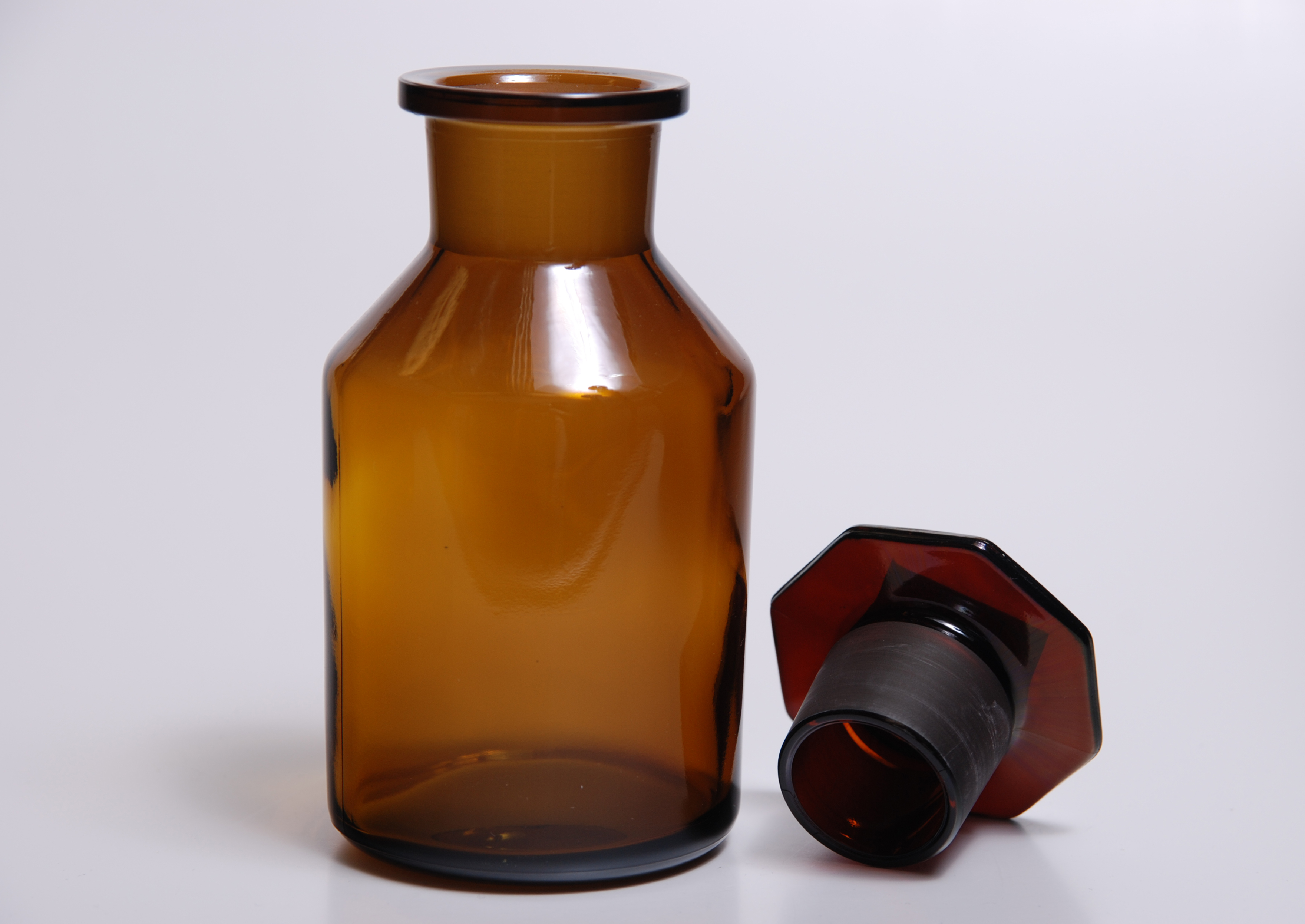
Flascó de laboratori de vidre fosc, amb tap esmerilat
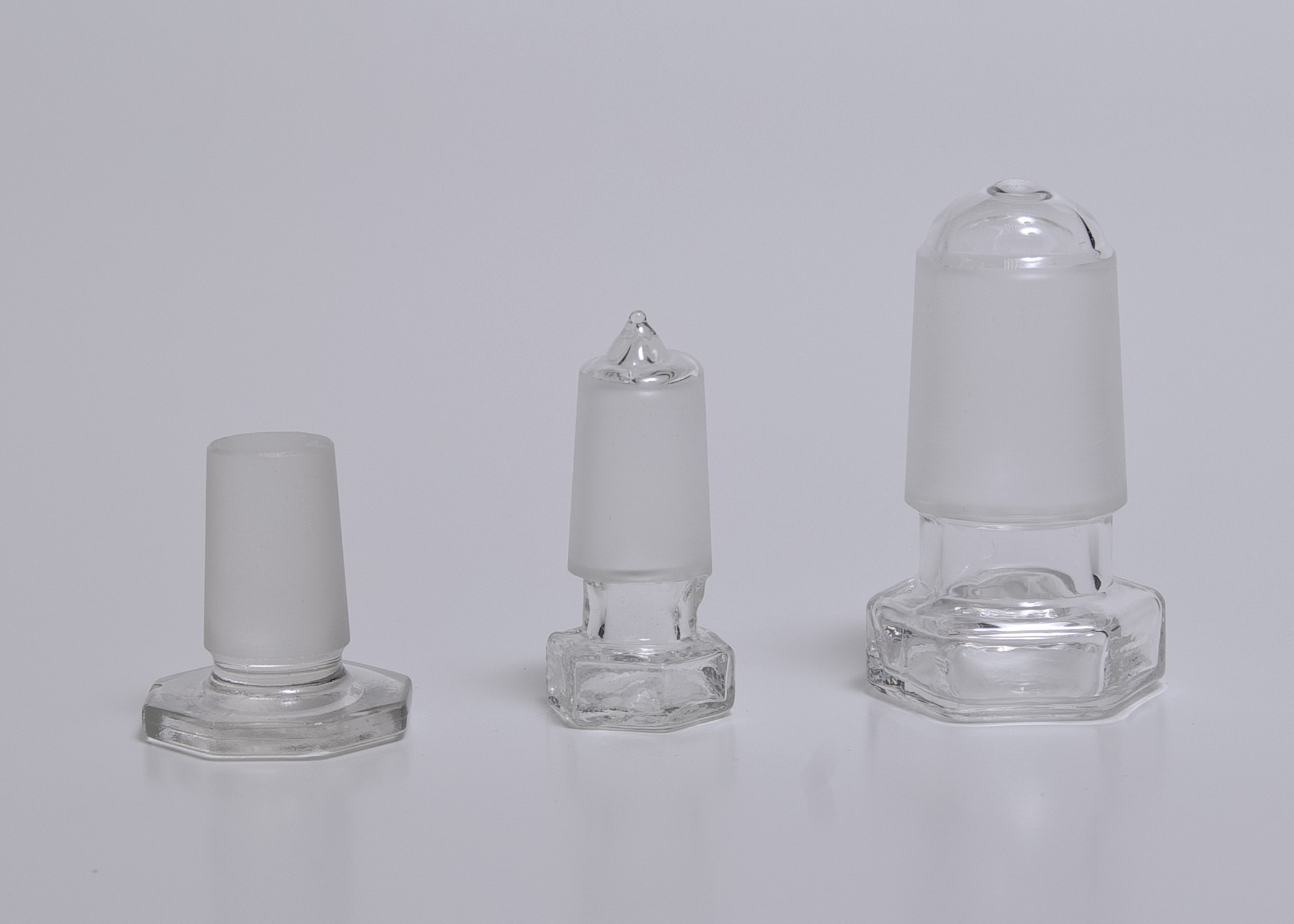
Tres taps de vidre esmerilat
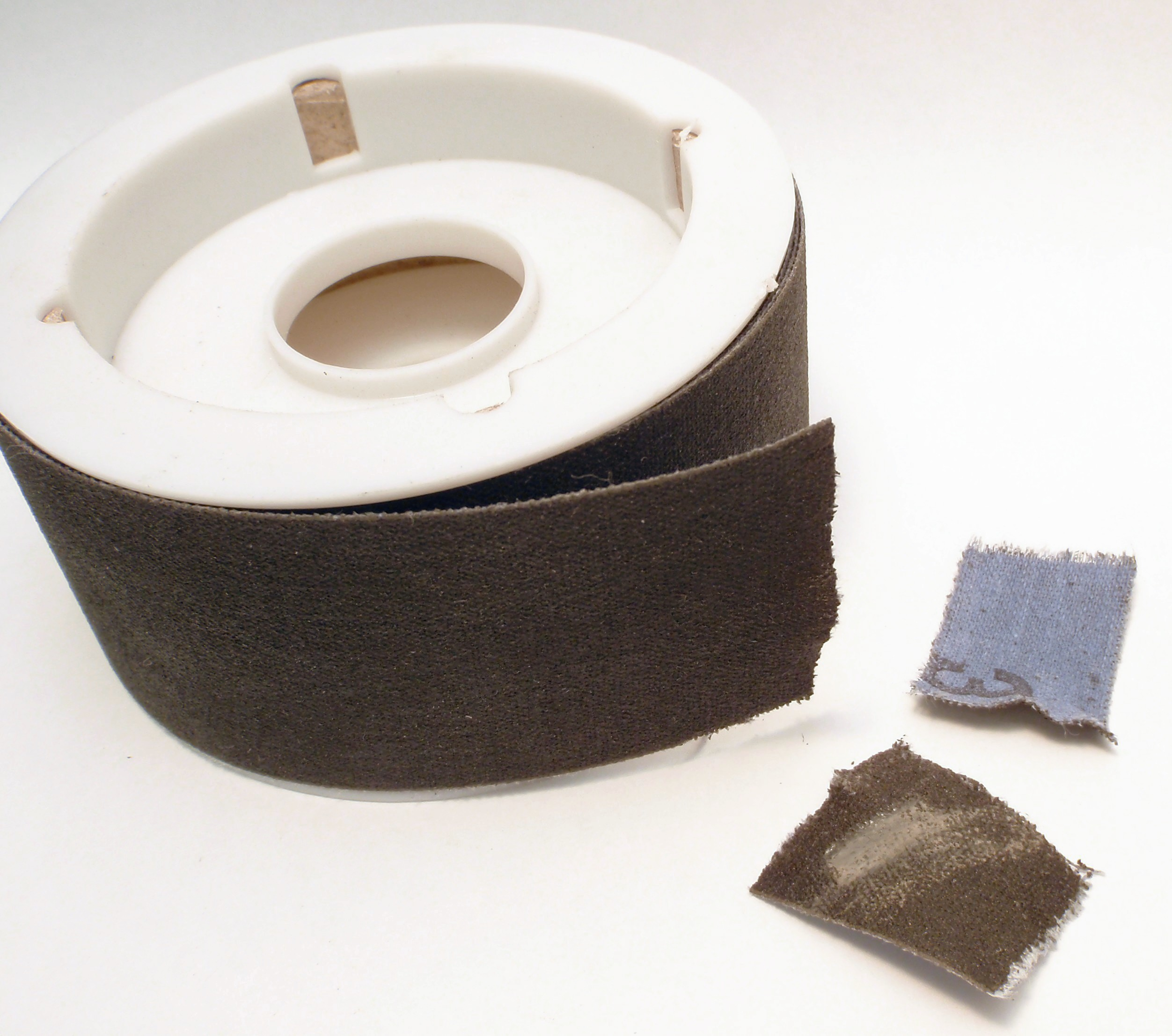
Tela d'esmeril de grau 320
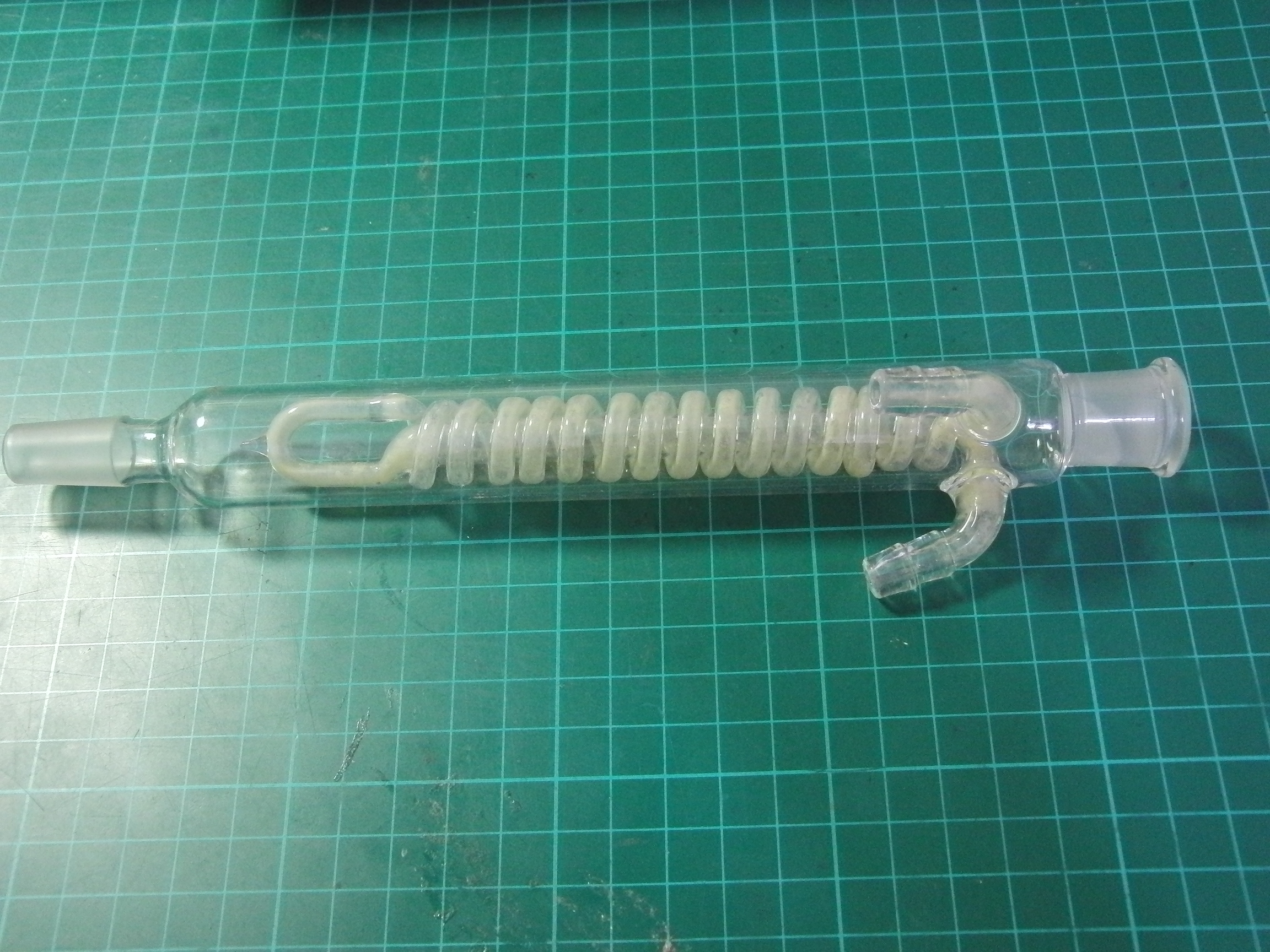
Condensador de vidre de laboratori químic. Amb extrems esmerilats.

### De bassa
Moltes de les basses agrícoles tradicionals disposaven d'un forat de sortida en la part inferior. Aquest forat es tapava amb un tap de construcció artesana fet amb materials naturals.
- L'expressió “tap de bassa” (a vegades carinyosa però massa sovint insultant o despectiva) aplicat a persones baixes d'estatura, sembla derivar d'aquells taps primitius fets pels pagesos.[6][7]

### Decàrter
En moltes màquines el circuït de l'oli de greixat disposa d'un càrter. Aquesta mena de peces s'acostumen a situar en la part inferior de la màquina i incorporen un tap en la seva posició més baixa. Aquesta disposició permet buidar per gravetat l'oli de la màquina quan cal canviar-lo per oli nou. La seva aplicació més popular es troba en els motors d'automòbils.

### D'àmfora
En època romana totes les àmfores, especialment les que servien per a transportar vi, oli i cereals, disposaven d'un sistema de tap adequat a les seves funcions. Probablement es feien de suro o de fusta, materials fràgils que no han superat el pas dels segles. Una versió més moderna d'aquells recipients de fang cuit foren els càntirs. Tradicionalment imprescindibles per a guardar aigua, vi, oli i vinagre. Els taps eren de suro o de fusta amb una junta tèxtil.

### D'inflament
Moltes joguines i accessoris de càmping i platja són pneumàtics. Construïts de plàstic flexible es poden guardar plegats, però cal inflar-los per a poder-ne fer un ús correcte. El dispositiu que permet inflar, mantenir l'aire a pressió o desinflar no és altre que un tap-vàlvula que va unit i termo-soldat al giny principal (pilota, matalàs inflable, salvavides…). La versió més econòmica es pot descriure com un petit cilindre de plàstic flexible formant cos amb una base circular perpendicular al cilindre. El tap pròpiament dit també forma una peça única amb el cilindre del qual penja amb una petita extensió flexible. El tap obert deixa l'orifici d'inflament obert i queda prou separat per a no destorbar. L'extensió impedeix que el tap no es perdi.

### Anti-ompliment
Són taps amb una mena de vàlvula anti-retorn que dificulten l'ompliment del recipient, un cop obert, per mitjans casolans. Les aplicacions més típiques es poden veure en les ampolletes de perfums cars i les ampolles d'aiguardents més cotitzats.

### Per a begudes carbòniques
Les begudes carbòniques contenen anhídrid carbònic dissolt, fet que provoca una certa pressió en l'interior del recipient. Els taps per a les ampolles dedicades a aquest servei han resistir la pressió i oferir una estanquitat adequada. Els dos sistemes més habituals són:
- el tap corona[12]
- el tap mecànic[13]
  - per a gasoses i similars (taps metàl·lics amb volandera de goma i palanca)
  - per a sifons (taps-aixeta)

### Amb aixeta

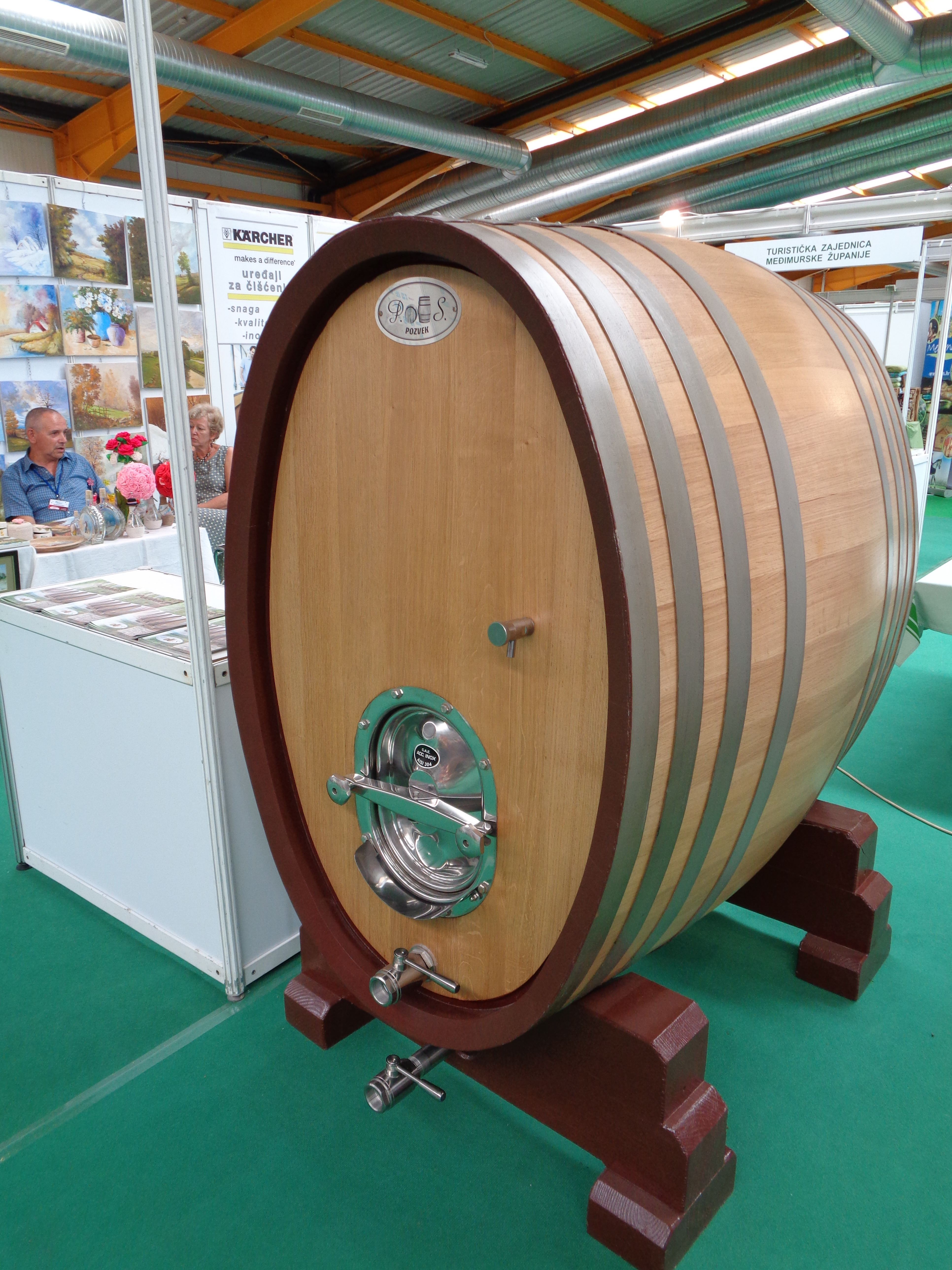
Bota moderna amb diferents aixetes.

Alguns taps, a més de la funció de tancar el pas del líquid, tenen una aixeta incorporada que permet obrir-los amb facilitat. La seva ubicació típica és a la part baixa del recipient. Són molt antics i populars els taps-aixeta de les botes de vi. També són pràctics i coneguts els recipients d'aigua par a acampada amb aixeta.

### Dispensadors
Una de les aplicacions més populars és en flascons de productes de bany o d'higiene personal. El tap incorpora una petita bomba manual (que s'acciona pitjant un piu o accionant una petita palanca) que aspira el líquid des del fons del flascó mitjançant un tubet de petit diàmetre.

### Polvoritzadors
Dins dels taps dispensadors (i de fet molt més antics) hi ha uns taps que disposen d'un element polvoritzador (format per una petita tovera o dispositiu similar) que permet projectar un núvol de líquid polvoritzat quan hom actua sobre la bomba. En els dissenys més moderns la bomba va incorporada al tap. Els dissenys tradicionals empraven una pera de goma com a bomba.

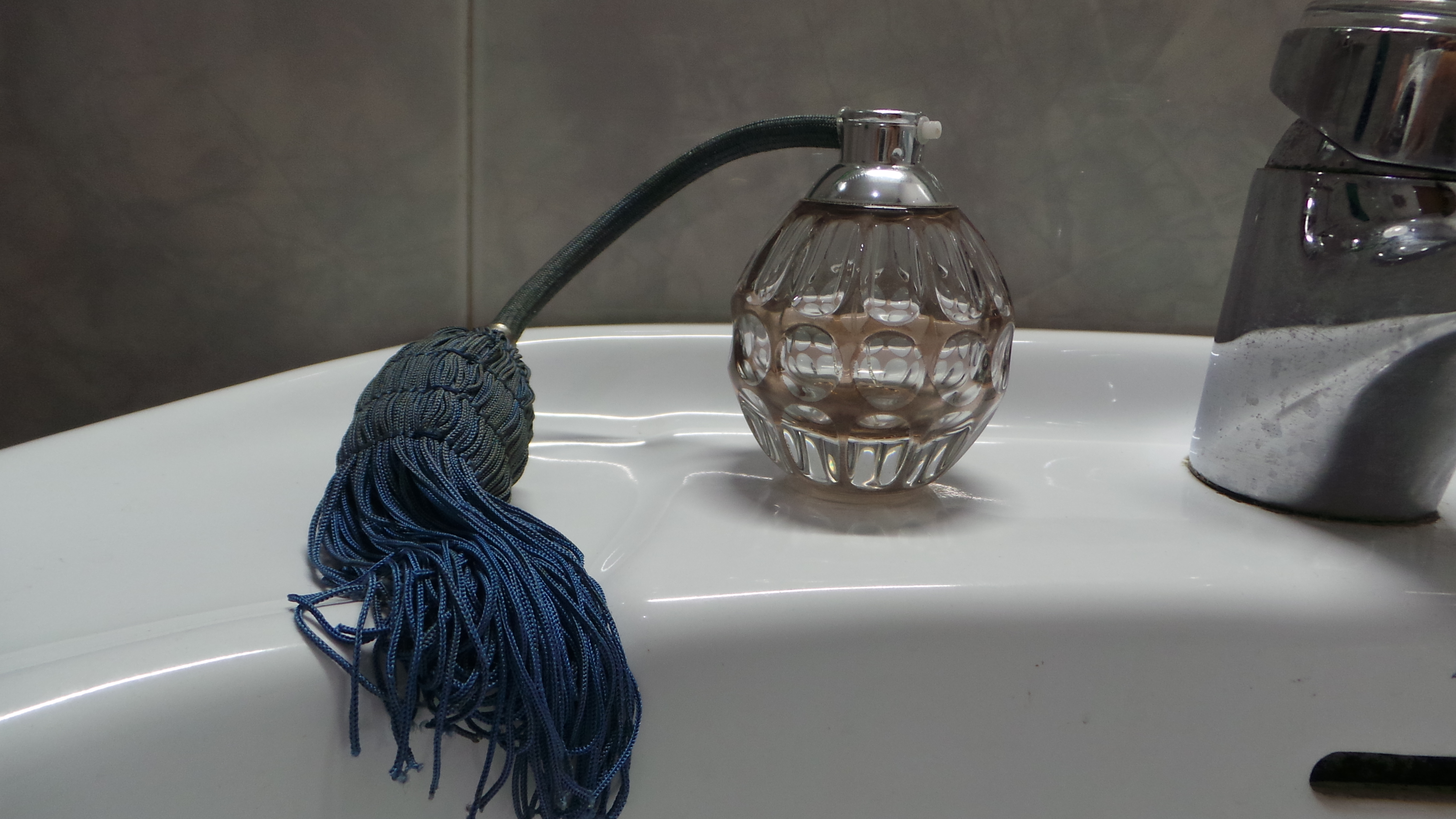
Polvoritzador clàssic de pera de goma
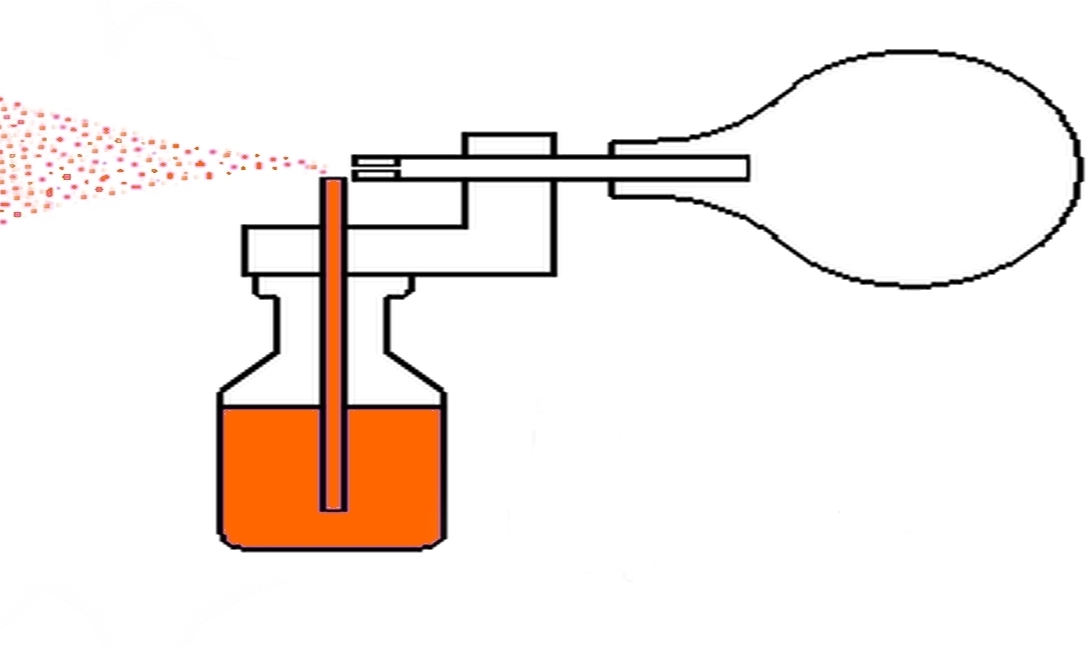
Principi de funcionament d'un polvoritzador

### Mesuradors
Molts taps estan dissenyats per a contenir un cert volum de líquid. Aquesta característica és pràctica en permetre que l'usuari mesuri la quantitat que necessita (generalment la mateixa o un múltiple del volum indicat). Alguns taps mesuradors ofereixen característiques anti-degoteig (el tap consta d'una doble pared que recull el líquid que sobreïx quan cal omplir-lo; també recull les romanalles que queden del líquid en tornar a tapar el flascó).

### Galet
Hi ha taps que, acoblats al coll d'una ampolla, permeten beure a galet com si es tractés d'un porró.

### Per a tubs de pastes i similars
Semblants al cas dels tubs de pasta de dents hi ha moltes substàncies en forma de pasta o gel que es comercialitzen envasades en tubs. Els taps són similars, fets de plàstic d'una sola peça, amb rosca interior i un estriat longitudinal exterior que permet una fàcil manipulació.

### De desguàs
A la cuina, al safareig i al bany hi ha taps que permeten acumular i desguassar aigua a les aigüeres, lavabos i banyeres. Els taps pròpiament dits acostumen a ser de goma amb embellidors cromats o d'acer inoxidable. En molts casos el tap penja d'una cadeneta. També hi ha taps que poden ser accionats exteriorment. En alguns safareigs els taps poden tenir sobre-eixidors de seguretat incorporats.

## Galeria

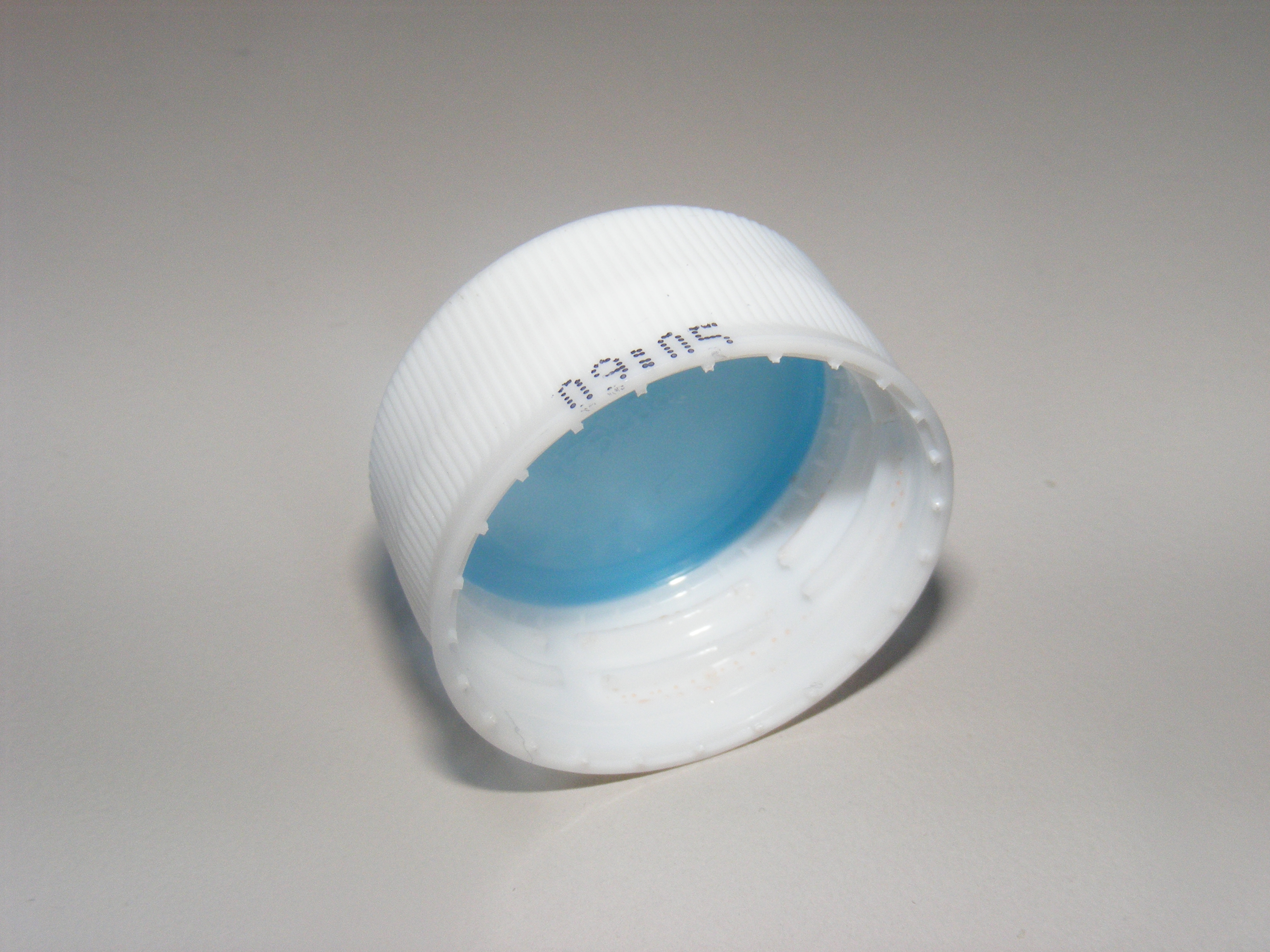
Tap de plàstic. La part blava és elàstica i fa de junta
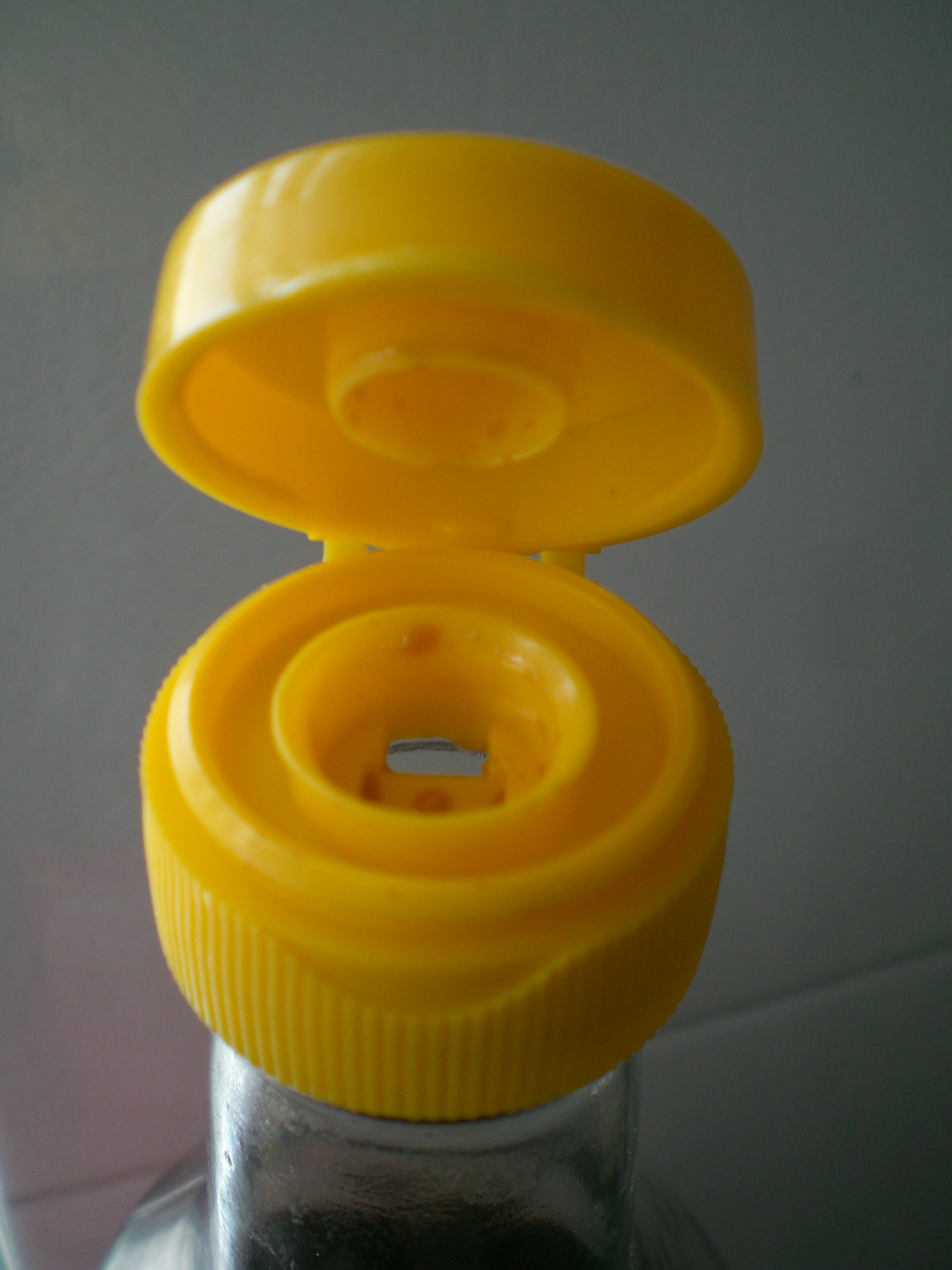
Tap de plàstic d'un flascó de salsa de soja
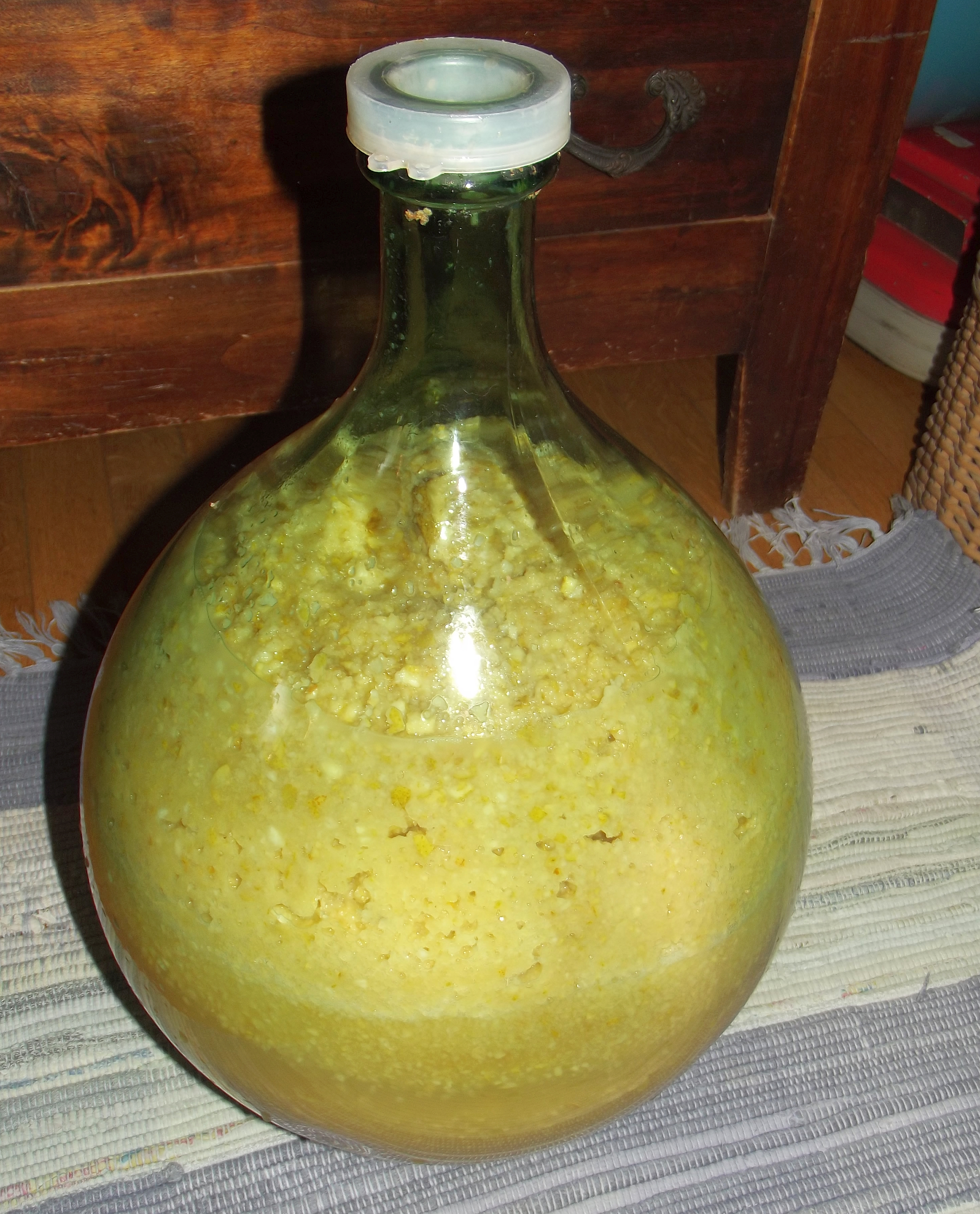
Tap de plàstic d'una garrafeta de vidre
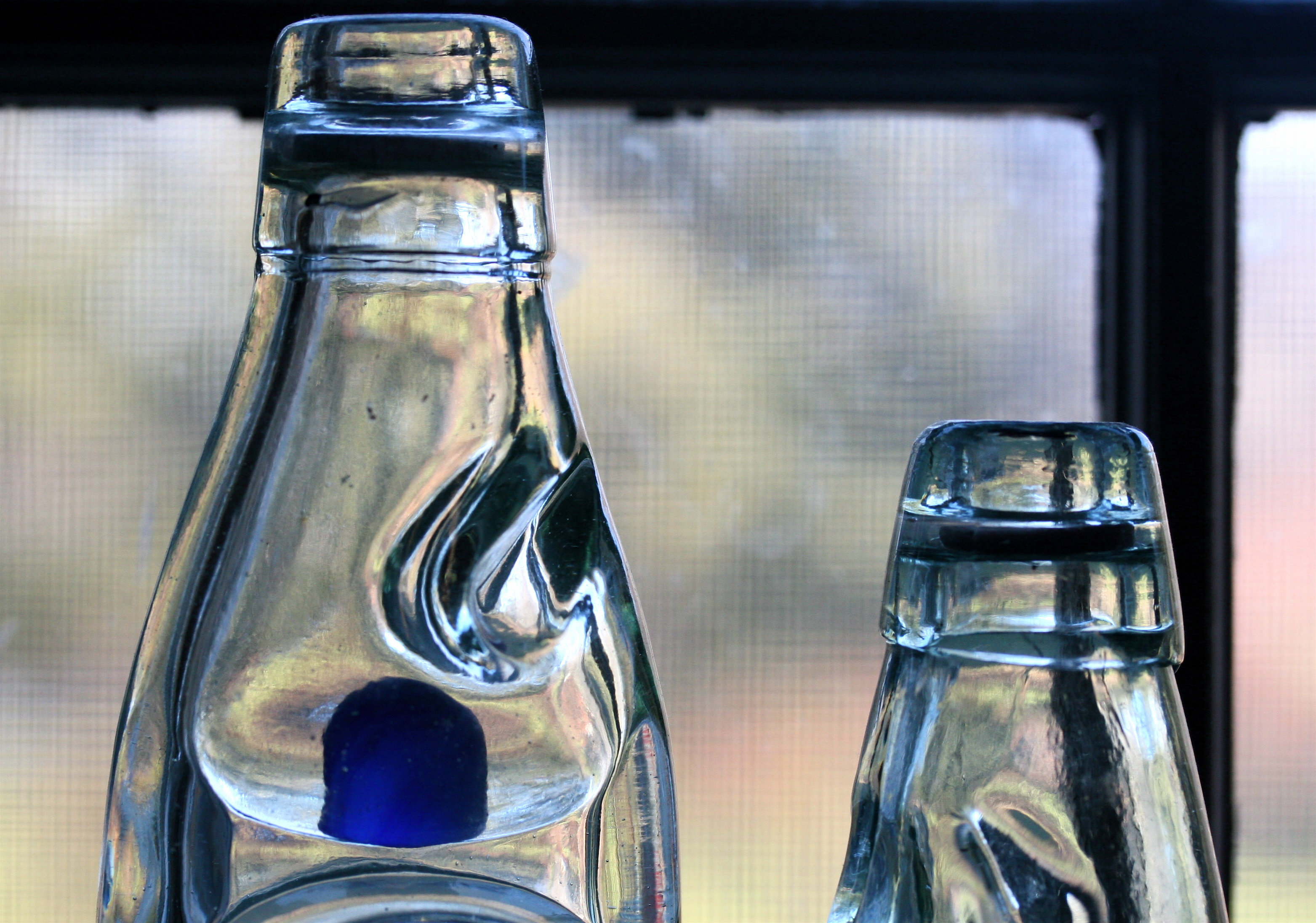
Detall d'un tap Codd amb boleta
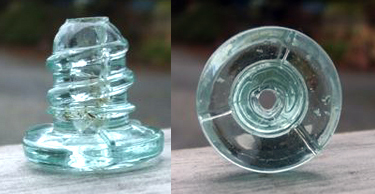
Taps de vidre roscats
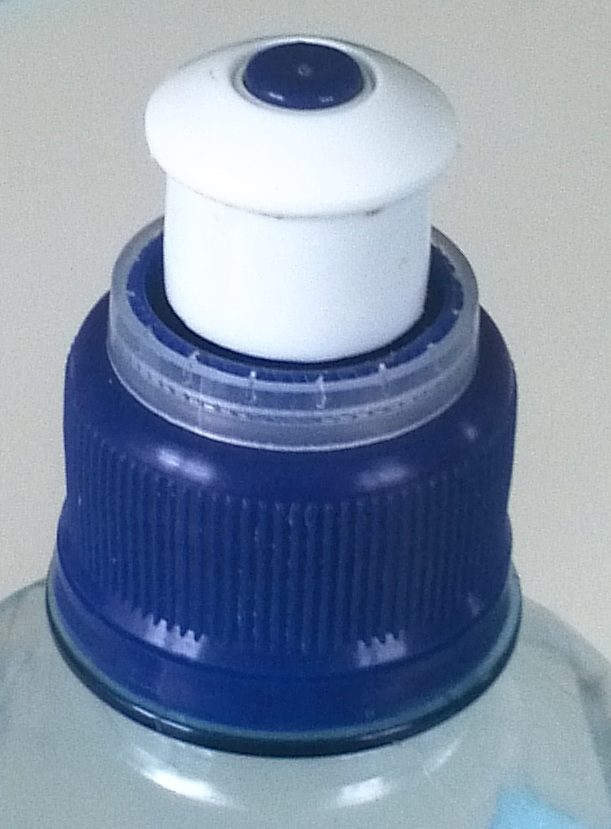
Tap que permet beure xuclant
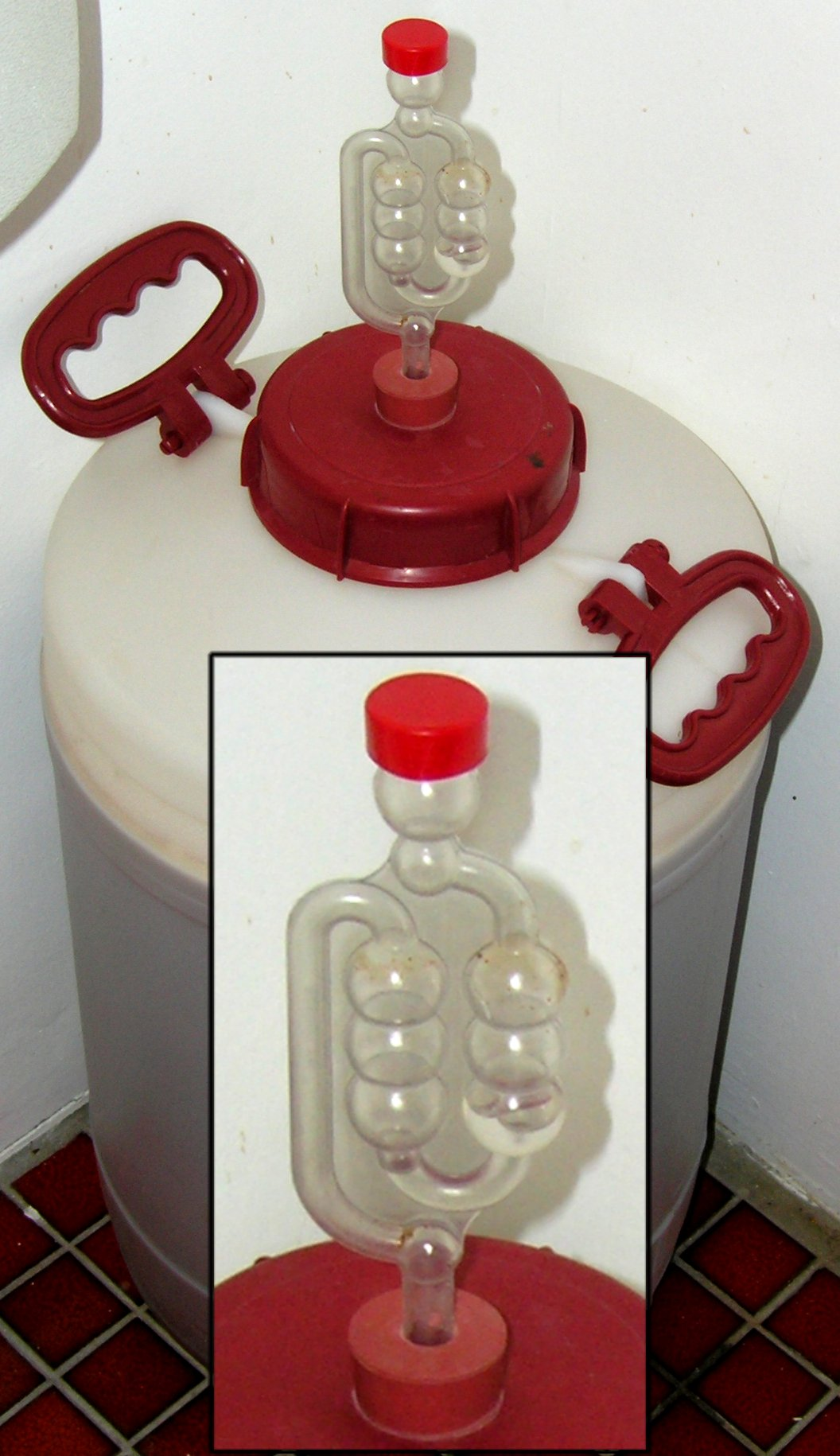
Tap amb trampa d'aire

## Taps per a altres usos
La denominació de tap s'estén a dispositius molt diferents dels descrits anteriorment. Particularment són importants els taps terapèutics.

### De natació
Emprats per les persones que neden per a prevenir l'entrada d'aigua a l'interior de les orelles.

### Anti-soroll
N'hi ha de dues menes:
- Per a ús indefinit.
  - Hi ha taps anti-soroll professionals que ofereixen una protecció sensible contra nivells de soroll elevats. Són molt més petits que els auriculars i més adequats en algunes activitats.[16][17]
- D'un sol ús.
  - Generalment fabricats d'escuma, són econòmics i redueixen la recepció de sorolls aeris. Permeten un cert aïllament de l'ambient exterior (per exemple, per a facilitar dormir en els avions) però ofereixen una protecció escassa contra sorolls perillosos.[18]

### Pel nas
- Per a natació
- Per a bloquejar olors